# Svenja Müller
Svenja Müller (Dortmund, 13 de fevereiro de 2001) é uma jogadora de vôlei de praia alemã.

## Carreira
Em 2016, ao lado de Hanna Viemann terminou na quarta posição no Campeonato Europeu de Vôlei de Praia Sub-18 realizado em Brno, já na edição do Campeonato Europeu Sub-20 de 2018 atuou com Sarah Schulz quando finalizou na nona posição na etapa de Anapa e no mesmo campeonato alcançou o título na etapa de Brno, desta vez ao lado de Lea Kunst.
Em 2019 disputou a edição do Campeonato Mundial Sub-21 em Udon Thani ao lado de Sarah Schulz alcançando as semifinais e terminando na quarta posição.

## Títulos e resultados
- Campeonato  Mundial de Vôlei de Praia Sub-21: 2019
- Campeonato  Europeu de Vôlei de Praia Sub-18: 2016